# Rodan, il mostro alato
Rodan, il mostro alato (空の大怪獣 ラドン?, Sora no daikaijū Radon, lett. "Il mostro gigante del cielo Radon") è un film del 1956 diretto da Ishirō Honda. Il film introdusse nel mondo dei kaijû eiga sia l'uso del colore sia la figura di Rodan (Radon in giapponese), un mostro simile a un enorme Pteranodon. 
Il film fu distribuito per la prima volta in Italia nell'agosto 1958 dalla Rank Film Distributors of Italy / Ardin Cinematografica, con doppiaggio italiano a cura della C.I.D. Cooperativa Italiana Doppiatori.
Gli insetti che compaiono nel film vennero usati anche per il film Godzilla vs. Megaguirus.

## Trama
Il lavoro di una miniera è disturbato da enormi larve, dette Meganulon (molto simili alle formiche giganti di Assalto alla Terra) che seminano terrore tra i minatori. Poco dopo, si assiste alla schiusa di un gigantesco uovo, da cui uscirà il mostro Rodan, che comincia ad attaccare il Giappone. L'esercito fa del suo meglio ma Rodan pare inarrestabile.
In seguito viene avvistata in volo la controparte femminile di Rodan, che insieme allo "sposo" compie una serie di devastazioni. L'esercito attira i due mostri presso un vulcano, di cui verrà fatta saltare la cima. La Rodan femmina morirà nella lava, e il compagno si butterà nel vulcano per la disperazione della perdita.